# Hôtel de Bruc
L'hôtel de Bruc est un hôtel particulier situé au no 8 de la rue de l'Emery à Nantes, en France.
Il ne doit pas être confondu avec l'hôtel de Bruc de Livernière se trouvant au no 6 rue du Roi-Albert (à l'angle de la rue Chauvin), ni avec l'hôtel de Charette, situé place Maréchal-Foch, qui porta également le nom de « Hôtel de Bruc ».

## Historique
Bâti aux XVe – XVIe siècles sous le règne d’Anne de Bretagne, il fut la demeure particulière du seigneur de Bruc et était alors considéré comme une riche bâtisse. Il est l'un des rares hôtels médiévaux conservés à Nantes. Remanié aux XVIIIe et XIXe siècles, il est l'objet en 2007 de travaux de rénovation destinés à lui rendre son aspect d'origine,.